# Kronologija raspada SFRJ
Kao početak raspada Jugoslavije se smatra smrt Josipa Broza Tita a smatra se da je završio proglašenjem neovisnosti Republike Kosovo.
Ovdje je vremenski prikaz događanja vezanih uz to.

## 1980.
| Datum        | Događaj |
| ------------ | --- |
| 4. svibnja   | Umire predsjednik Jugoslavije Josip Broz Tito. Predsjedništvo, sastavljeno od osam članova predstavnika svake od republika i dvije autonomne pokrajine (Vojvodina i Kosovo), preuzima vlast u državi. Deveto mjesto zauzima predsjednik Saveza komunista Jugoslavije.                                                    |
| 10. lipnja   | Skupina od šezdesetak pisaca, pjesnika i javnih intelektualaca u Sloveniji potpisuje peticiju tražeći prostor za svoje intelektualne rasprave, koji bi ujedno uključio i pravo na političko kritiziranje. Peticijom također izražavaju želju za uspostavu neovisnog časopisa koji bi se bavio intelektualnim raspravama. |
| 1. listopada | Pet slovenskih intelektualaca pokreće peticiju na razini cijele države za poništenje Člana 133 jugoslavenskog kriminalnog zakona koji omogućava krivično gonjenje osoba koji javno izražavaju nezadovoljstvo vladavinom (režimom).                                                                                       |

## 1981.
| Datum      | Događaj |
| ---------- | --- |
| 11. ožujka | Početak prosvjeda na Kosovu na kojima se traži proglašenje Kosova ravnopravnom i sastavnom republikom unutar SFRJ, za razliku od autonomne pokrajine unutar sastava Socijalističke republike Srbije. |
| 1. travnja | Između 5000 i 25000 prosvjednika albanske nacionalnosti traže proglašenje Kosova republikom. |
| 2. travnja | Predsjedništvo SFRJ šalje postrojbe specijalne policije s ciljem suzbijanja prosvjeda na Kosovu i proglašava izvanredno stanje koje traje tjedan dana.                                               |
| 3. travnja | Kraj demonstracija na Kosovu. Ishod: 9 mrtvih i više od 250 ozlijeđenih. |

## 1982.
| Datum      | Događaj |
| ---------- | --- |
| 2. veljače | Rock i punk koncert s ciljem potpore poljskog pokreta Solidarnosti održan je u Ljubljani.                             |
| svibanj    | Časopis Nova revija pokrenut je u Ljubljani. Ovaj događaj označen je kao početak postepene demokratizacije Slovenije. |

## 1983.
| Datum            | Događaj |
| ---------------- | --- |
| 12. travnja      | Episkopi Srpske pravoslavne crkve potpisuju peticiju protiv progona Srba na Kosovu. |
| lipanj - kolovoz | Alija Izetbegović uhićen od strane komunista i osuđen pred sudom u Sarajevu zbog svojih spisa u kojima je pisao da je došlo vrijeme da svi Muslimani svijeta ustanu i dožive preporod. Iako je njegov rad bio teorijske naravi svejedno je osuđen na 14 godina robije. U zatvoru je bio 5 godina. |

## 1984.
| Datum       | Događaj |
| ----------- | --- |
| 1. siječnja | Skupina od 26 slovenskih intelektualaca i javnih ličnosti zahtijeva promjenu jugoslavenskog ustava u smislu zaštite slobode govora i javnog okupljanja. Neki od sudionika bili su: Rastko Močnik, Alenka Puhar, Gregor Tomc, Ivo Urbančič, Pero Lovšin i Dane Zajc. |
| 14. ožujka  | Stav SAD-a prema Jugoslaviji promijenjen je uredbom odluke 133 Nacionalne sigurnosti, no ništa se bitno nije promijenilo u odnosu na 1982. godinu kada je situacija u Jugoslaviji okarakterizirana kao "tiha revolucija" u komunističkim državama.                  |

## 1985.
| Datum       | Događaj |
| ----------- | --- |
| 1. svibnja  | Kao odgovor na pojavu "albanskog nacionalizma" dolazi do rasta srpskog nacionalizma koji poziva na zaštitu "ugroženih" Srba na Kosovu. Borbeni krik tih poziva će postati navodno silovanje (žrtva kao i istražitelji je pričala i o samoozljeđivanju i o silovanju) bocom kosovskog srbina Đorđe Martinovića, od strane Albanaca. Martinovićeva verzija priče je bila da je bio silovan od strane albanskih nacionalista. Njegova izjava izazvat će bučan prosvjed nacionalista u Srbiji. |
| 25. svibnja | Srpska akademija znanosti i umjetnosti, kao strateški program srpske inteligencije odlučuje donijeti memorandum koji bi trebao odrediti smjer rješenja srpskog pitanja unutar SFR Jugoslavije. |
| 20. srpnja  | Predsjedništvo SFRJ-a prihvaća zahtjev Milana Kučana u kojem se navodi da srpski narod nema potpuno ostvareno pravo stvoriti vlastitu državu zbog dvije autonomne pokrajine (SAP Kosovo i SAP Vojvodina) koje se nalaze u sastavu SR Srbije |
| rujan       | Povjesničar Joško Šavli i filolog Matej Bor objavljuju Venetsku teoriju prema kojoj Slovenci nisu Južni Slaveni. Teorija koja je sama po sebi imala anti-jugoslavensku konotaciju stekla je veliku popularnost u Sloveniji. Nakon raspada Jugoslavije i kasnije u poslijeratnoj Sloveniji teorija nije imala neki posebni značaj. |

## 1986.
| Datum           | Događaj |
| --------------- | --- |
| travanj         | 12. kongres Saveza komunističke omladine Slovenije (SKO Slovenija) donosi rezoluciju koja podržava ljudska prava, prava homosekualaca, kao i pacifističke pokrete u Sloveniji. Rezolucijom se također traži i sloboda govora, javnog okupljanja i intelektualnog djelovanja. Zbog zahtjeva za ostvarivanje prava individualca na odbijanje služenja vojnog roka dolazi do idejnog sukoba s Jugoslavenskom narodnom armijom. |
| 28. svibnja     | Slobodan Milošević izabran je na mjesto predsjednika Saveza komunista Srbije. |
| 24. i 25. rujna | Dnevnik Večernje novosti objavljuje memorandum SANU u dva nastavka. Neki od ljudi zaduženi za izradu memoranduma bili su Vasilije Krestić i Dobrica Ćosić. |
| 25. rujna       | Predsjednik Srbije Ivan Stambolić oštro kritizira memorandum, izjavljujući: "Memorandum je smrtonosni, šovinistički, ratni manifest za srpske komesare". Memorandum je imao izravan utjecaj na Slobodana Miloševića koji je ideje izložene u memorandumu pokušao provesti u djelo. |